# Casteleiro
Casteleiro é uma povoação portuguesa sede da Freguesia de Casteleiro do Município de Sabugal, freguesia com 26,73 km² de área e 311 habitantes (censo de 2021), tendo, por isso, uma densidade populacional de 11,6 hab./km².
Situa-se no extremo ocidental do município, já em plena Cova da Beira, a cerca de 20 km do Sabugal.
Integram ainda a freguesia as aldeias de Quinta da Carrola e Quinta de Santo Amaro.

## Demografia
A população registada nos censos foi:
| Distribuição da População por Grupos Etários | Distribuição da População por Grupos Etários | Distribuição da População por Grupos Etários | Distribuição da População por Grupos Etários | Distribuição da População por Grupos Etários |
| -------------------------------------------- | -------------------------------------------- | -------------------------------------------- | -------------------------------------------- | -------------------------------------------- |
| Ano                                          | 0-14 Anos                                    | 15-24 Anos                                   | 25-64 Anos                                   | > 65 Anos                                    |
| 2001                                         | 25                                           | 45                                           | 188                                          | 254                                          |
| 2011                                         | 11                                           | 16                                           | 125                                          | 213                                          |
| 2021                                         | 18                                           | 8                                            | 104                                          | 181                                          |

## Origem etimológica
A origem etimológica da povoação está ligada ao facto de aqui procederem os canteiros e casteleiros que edificaram e fizeram a manutenção do castelo de Sortelha.

## Património
Do seu património cultural e edificado destacam-se:
- Igreja Matriz (Igreja Paroquial de São Salvador);
- Capelas do Espírito Santo, de São Sebastião e São Francisco;
- Fontes, alminhas e cruzeiros espalhados pela freguesia.

De destacar também o pórtico no Solar de José Lopes e a Quinta da Mimosa.
Outros locais de valor paisagístico e natural são a Serra da Presa e a Serra da Opa, onde se identificam inúmeros vestígios de assentamentos castrejos.

## Gastronomia
A gastronomia local é baseada sobretudo na sopa seca, na sopa de couve, na sopa de cavalo cansado, nos enchidos, no queijo, nos ensopados, no arroz doce, nas farófias e no leite creme.

## Festas, romarias e feiras
- Festa de Santo António - 1º ou 2º Fim-de-semana de agosto
- Feira de São Martinho - nos dias 10 de fevereiro, maio e novembro.
- Festa da Caça - em Maio.